# Peter Bartha
Peter Bartha (* 8. Februar 1937 in Hermannseifen; † 7. Januar 2015 in Göttingen) war ein deutscher Mineraloge und Feuerfeststein-Experte.

## Leben
Bartha studierte zunächst Mineralogie an der Bergakademie Freiberg, ging dann in den Westen. Dort studierte er dann an der Bergakademie Clausthal Steine und Erden bis zum Diplom-Abschluss mit einer Arbeit über die Verwendung von Hochofen-Schlacke für die Zement-Herstellung.
1962 bis 1963 war Bartha Forschungsassistent im Zentrallaboratorium der Norddeutschen Portland Cementfabriken AG in Hannover. 1963 wechselte er als Forschungs- und Entwicklungsingenieur zur Steinwerke Feuerfest Karl Albert GmbH, der späteren Refratechnik-Gruppe. Dort untersuchte er im Hinblick auf Anwendungen als feuerfeste Werkstoffe Magnesiumoxid, Spinelle, Bauxite, Schamotte und Tone. Insbesondere entwickelte er spezielle Phosphat-Tonerdesteine. Im Rahmen dieser Forschungstätigkeiten fertigte er seine Dissertation Untersuchungen zur Bindung feuerfester Werkstoffe mit Phosphorsäure an, mit der er 1968 von der Technischen Universität Clausthal zum Dr.-Ing. promoviert wurde.
Bartha blieb in der Refratechnik-Gruppe, wurde Leiter der Forschung und Entwicklung und 1987 Geschäftsführer der Refratechnik Cement GmbH in Göttingen. Er initiierte das Refra-Kolloquium und pflegte den Austausch mit den Universitäten Clausthal, Göttingen, Aachen, Mainz und Freiberg. 2002 wurde er Berater der Refratechnik Holding in Ismaning und Mitglied des Verwaltungsrates der Alexander-Tutsek-Stiftung in München.
Als Mitautor beteiligte er sich an dem Taschenbuch Feuerfeste Werkstoffe – Aufbau, Eigenschaften, Prüfung (Hrsg. Gerald Routschka und Hartmut Wuthnow, Vulkan Verlag, 4. Auflage 2007).